# East Coast Road
L'East Coast Road (ECR), jonction des SH-49, NH-332A, NH-32, est une autoroute à deux voies (en cours de rénovation partielle à quatre voies de Chennai à Mamallapuram) dans l'État du Tamil Nadu, en Inde, construite initialement sur le rivage du Golfe du Bengale, le long de la côte de Coromandel. Elle relie la capitale de l'État, Madras (Chennai), avec Kanyakumari via Pondichéry, Cuddalore, Chidambaram, Sirkali, Thirukkadaiyur, Tranquebar, Karikal, Nagore, Nagapattinam, Thiruthuraipoondi, Muthupet, Adirampattinam, Pattukkottai, Manora, Manamelkudi, Mimisal, Ramanathapuram, Thoothukudi, Tiruchendur et Kudankulam. La longueur totale de la route est de 777 km entre Chennai et Cap Comorin.
L'ECR qui existait de Madras à Pondichéry, a plus tardivement incorporée d'autres routes côtières préexistantes ou récemment aménagées jusqu'à Cuddalore, puis Nagapattinam, Tuticorin via Ramanathapuram et finalement Kanyakumari. Si elle désignait historiquement le segment entre Madras et Pondichéry, aujourd'hui elle est associée à la route nationale 32 (NH 32) bien plus vaste, qui constitue son extension depuis Pondichéry jusqu'à la pointe sud du l'Inde.
L'autoroute est une autoroute publique entretenue par le gouvernement du Tamil Nadu sous l'égide du Département des routes et des petits ports et de la Tamil Nadu Road Infrastructure Development Corporation (TNRIDC). C'est une autoroute à deux voies, en projet de devenir une autoroute à quatre voies jusqu'à Kanyakumari. C'est l'itinéraire alternatif le plus courant pour les districts du sud du Tamil Nadu.
Les villages de la banlieue de Chennai sur l'ECR sont Thiruvanmiyur, Kottivakkam, Palavakkam, Neelankarai, Injambakkam, Panaiyur, Uthandi, Muttukadu, Covelong et Vilambur.

## Histoire
Avant son achèvement, la route de la côte est se composait principalement de routes de village. Leur connexion était alors la route Old Mahabalipuram (SH-49A) jusqu'à Mahabalipuram. Pondichéry était relié à Chennai par la route existante encore passant par Tambaram, Tindivanam le long de la NH45. En 2000, le gouvernement de l'État a signé un accord de concession avec le TNRDC afin d'améliorer la route, pour un coût de 60 crore. Le tronçon de 113 km d'Akkarai à Pondichéry, parsemé de stations balnéaires et de maisons de plage, est devenu une autoroute à péage en mars 2002 et a été transformé en une route à deux voies à partir d'une petite route sinueuse traversant 154 villages.
En 2010, TNRDC a annoncé que les collectes de péage avaient atteint un niveau record de 1.08 crore en décembre 2009 contre 54.67 lakh collecté en avril 2002 lorsque le péage a été installé.

## ECR à quatre voies
L'ECR commence à Thiruvanmiyur à Chennai et fait partie des routes de la ville de Chennai jusqu'à Uthandi. De Uthandi la section de la plage commence comme route à péage. La vitesse des véhicules sur cette route est limitée à un maximum de 80 km/h. Le gouvernement de l'État a modernisé la majeure partie de la route de la côte est en la transformant en 2015 en une autoroute à accès libre à quatre voies.
L'ECR est devenue une route à péage en avril 2002. L'ECR jusqu'à Hanumanthai près de Pondichéry est de 113,2 km de long et a un total de 22 virages. En moyenne, 10 000 voitures particulières (UCP) empruntent la route aux heures de pointe et un total de 40 000 UCP par jour, contre environ 5 000 par jour avant la construction de la route. Le processus d'acquisition de terres pour élargir le tronçon de 11,4 km de Thiruvanmiyur à Akkarai couvrant six villages à revenus (dont Thiruvanmiyur, Kottivakkam, Palavakkam, Neelankarai, Injambakkam et Vettuvankani ), qui est sous le contrôle du Département des routes, est en cours. La route a une largeur variant entre 50 ft et 80 ft. Après un élargissement pour un cout de 3540 million de roupies, l'étirement serait uniformément de 30,5 m de large et aura six voies, un drain médian de 1,2 m de large, avec écoulement des eaux pluviales. L'ECR s'étend jusqu'à Hanumanthai. Un endroit célèbre de Marakkanam est situé sur le chemin de Hanumanthai. À droite de la route ECR, se trouve le célèbre temple Bhoomiswarar. Sri Bhoomiswara est considéré comme le Dieu de la terre, par conséquent, beaucoup font une pooja avant d'acheter une terre en plaçant le contrat de vente sur ses saints pieds. Les promoteurs immobiliers sont également attirés vers cet endroit.

Vues de l'ECR - Portions à deux voies d'avant 2012.
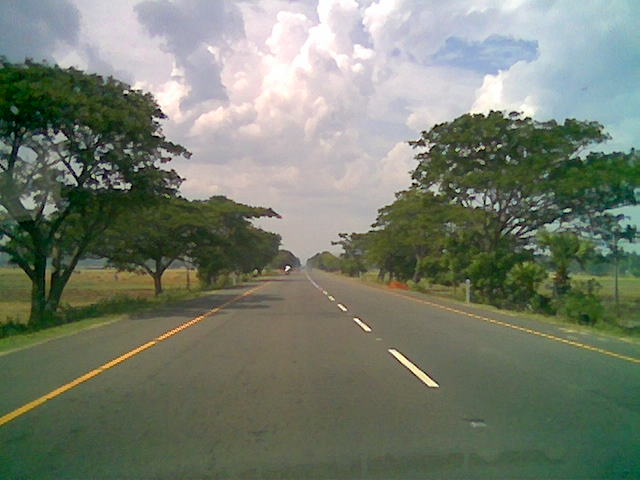
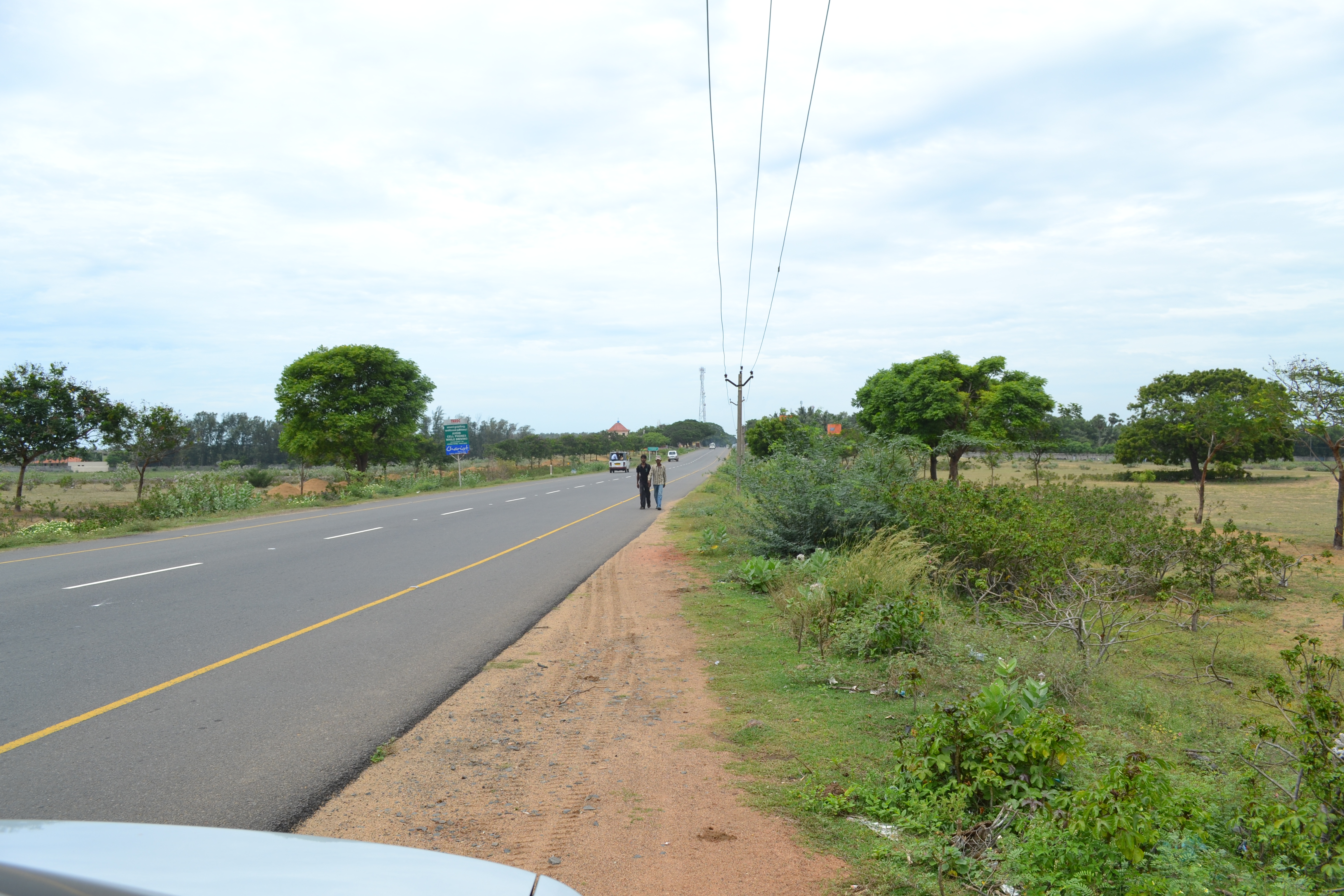
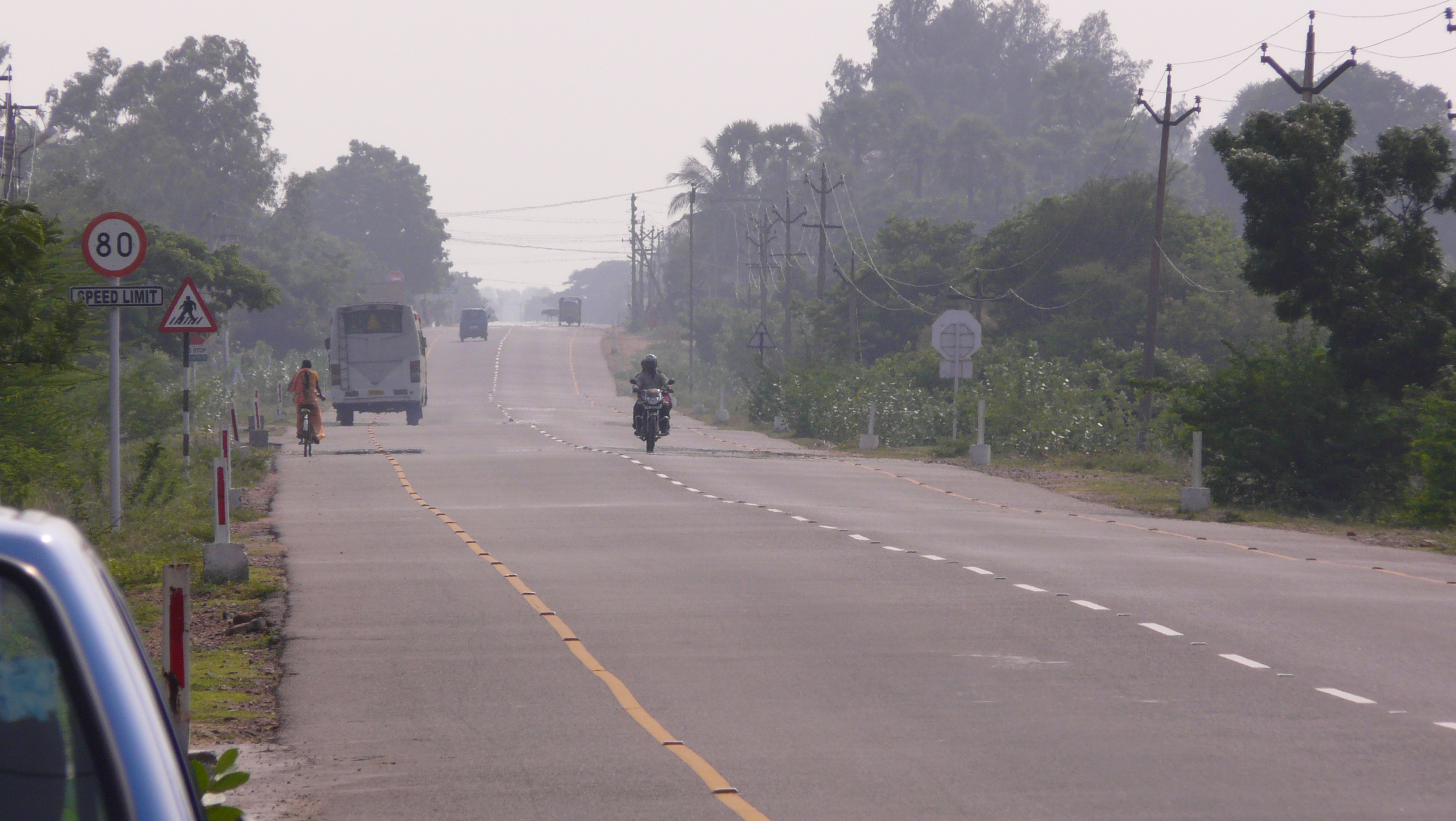